# Temelucha minuta
Temelucha minuta är en stekelart som först beskrevs av Morley 1912.  Temelucha minuta ingår i släktet Temelucha och familjen brokparasitsteklar. Inga underarter finns listade i Catalogue of Life.